# 五胡乱华
五胡乱华，是指中国西晋时期境內各個内遷民族趁晋政權在八王之乱期间衰弱之际，割據漢地北部建立多個政權，与退守漢地南部的晋政权形成對峙之势。
「五胡」指匈奴、鲜卑、羯、羌、氐五个胡人的游牧部落联盟。百餘年間，這些內徙的草原各族及漢族在漢地華北地區建立數十個強弱不等、大小各異的政權，其中存在时间较长和具有重大影响力的有五胡十六國。五胡乱华破坏了中原的政权和经济架构，也使漠北游牧民族与汉地汉族產生文化经济交往。由于汉族人口从黄河流域大规模遷移至汉地南部的长江和珠江流域，史称衣冠南渡，进一步促进了南北方经济平衡。

## 含義
南宋作品《容齋隨筆》中，作者洪邁首次提出五胡亂華這個名詞。傳統上，除漢族以外的塞外各民族都可以被泛稱為胡人。五胡這個名稱的來源，學界有所爭議。从比较早的有关记载来看，胡人的称谓最初仅限于匈奴。在秦末汉初，漠北的匈奴形成为一个领地很广的大型帝国，至冒顿单于统治时期，匈奴击败了其西境以月氏为首的诸多各民族联盟，还击败了其东境強大的东胡民族。这些被打败的遊牧各族自然也就被纳入到了匈奴的势力范围内。由于匈奴以胡自称，又适逢西汉初期汉匈和解，于是这些被匈奴降服的包括月氏、羌、東胡（烏桓、鮮卑）、丁零在内的各个游牧民族也一律被当时的汉人视为胡人看待，其被匈奴長期占领的游牧地带也都被默许为胡地。此后汉匈决裂，故此又多以匈奴一词来作为汉军主要作战对象的专称，以避免将匈奴体中其他各族同时摆放在敌对的位置上。王樹民、孫仲匯、雷家驥等人認為，五胡即五部胡，源自劉淵領導的五部匈奴。但在這個時期的史書中，五胡常被當成所有胡人種族的泛稱，未特定指某個種族，在談到匈奴時，通常稱其為匈奴，因此這個說法未得到學界一致認同。陳寅恪認為，五胡之名，起自於五德終始說，是圖緯符命思想下的產物，並不特定指某個種族。周一良也支持這個說法。
北魏史學家崔鴻以其中十六個國家撰写了《十六国春秋》（“五凉、四燕、三秦、二赵，并成、夏为十六”），因此中國史家又稱此時期為五胡十六國。唐朝官方編輯的史書，如《晉書》等，由于諸胡割據漢地伴隨著大規模種族滅絕行為，凡有此類性質都不被認為是正統國家，五胡亂華造成中國平民大規模減少，漢人不得不渡河南遷，中原政權南遷，史稱「衣冠南渡」。
洪邁在《容齋隨筆》中列舉7個人︰劉聰、劉曜、石勒、石虎、慕容儁、苻堅、慕容垂。但這7個人，分屬四族，即匈奴、鮮卑、羯、氐，因此五胡概念在南宋時仍未完全確定。王應麟將五胡解釋為「劉淵匈奴，石勒羯，慕容鮮卑，苻洪氐，姚萇羌。」元胡三省註《資治通鑑》時，將五胡定義為「匈奴、羯、鮮卑、氐、羌」。在胡三省之後，五胡即「匈奴、羯、鮮卑、氐、羌」這個定義開始被廣泛接受。

## 背景和起因
漢朝在擊敗匈奴後，除了遠遁到塞外的遊牧民，向漢朝投降投附的匈奴牧民，受到漢王朝控制。
46年之後，東漢朝廷常以招引或強制的方式，將邊疆的北方草原各族內遷，以便監控各族或是增加兵源和勞動力。朝廷有意識的削弱遊牧民族的勢力，降低其影響，以方便控制。
曹操開始，魏晉就不遺餘力將匈奴、羯、氐、鮮卑、羌等各異民族內徙，胡人已入居关中及泾水、渭水流域，对晉都洛阳形成包围之势。晉惠帝當時，發生了氐帥齊萬年之亂，江統寫下《徙戎論》，他看出内遷異族的潛在威脅，於是主張將其徙回境外，但當時江統的建言並沒有被晋政權採納。在晋惠帝时期的八王之乱時，王浚和司馬颖相攻，原本臣服於晋朝的匈奴人劉淵軍團乘機割據漢地建國，建立漢國並俘虜晋懷愍二帝。晉朝喪失對華北的控制，而漢國隨即分裂，其他胡人趁机起兵南下争夺中原地区的控制权，此後百餘年不同民族在中原混戰，於是中原大亂。

## 過程
五胡亂華是由氐族及匈奴族揭開序幕。304年冬天，氐族領袖李雄佔成都，自稱「成都王」；史稱成漢，匈奴贵族刘渊起兵于离石（今山西离石），國號漢（後改趙，史稱前趙）。是五胡建國的開始。
晋怀帝永嘉四年（310年），刘渊死，其子刘聪殺太子劉和即位。
311年（永嘉五年）四月，劉聰部下石勒歼晋军十多万人于苦县宁平城（今河南鹿邑），并俘杀太尉王衍等人。劉聰又遣大將呼延晏率兵攻洛阳，屢敗晉軍，前後殲滅三萬餘人。六月呼延晏到達洛陽，劉曜等人帶兵前來會合，攻破洛陽，縱容部下搶掠，俘虏晉怀帝，杀太子、宗室、官員及士兵百姓三万多人，並大肆發掘陵墓、焚毀宮殿，史稱「永嘉之禍」或「永嘉之亂」等。
313年，劉聰毒死了晉怀帝。懷帝姪司馬業（或作司馬鄴），在長安登基，是為晉愍帝。
316年前趙劉曜攻長安，俘虜晉愍帝。
317年晉愍帝被殺，士族王導、王敦等，扶植晉朝遠房宗室司馬睿，在建康登基，是為晉元帝，歷時五十二年的西晉滅亡，東晉開始。

## 影响
永嘉之乱以后，華北华东长期陷于战争，民生經濟大受破壞，人口銳減，晋室政权南下，改都建康，建立了东晋。
五胡乱华时，又有大量的西北诸胡和北方的鲜卑迁入中原。《晋纪》、《晋书》记录当时永嘉丧乱，中原士族十不存一。唐编《晋书》卷65《王导传》据说：“洛京倾覆，中州士女避乱江左者十六七。”洛阳倾覆以后，中原的士族男女十有六七到长江下游的江南避难。随着东晋政权在南方的建立，北方人口向南方迁移的规模更大。截至南朝刘宋初年，南渡人口已近30万户，达到90多万。这些南迁的北人，给南方注入了新的活力。北方汉人能走的都走了，不能走的纠合宗族乡党建立坞堡以自保。匈奴、羯等族军队所到之处，屠城掠地千里（如《晋阳秋》残本所称的“胡皇”石勒一次就屠杀百姓数十万，诸晋史中也有大量屠杀记录，屠杀在数个州开展，石勒其侄石虎更加残暴）。
當時北部的外族統治者在發動征戰時，多趨用其他民族為前趨，如《宋書·柳元景傳》北方被俘的漢族軍士云：「虐虜見驅，後出赤族，以騎蹙步，未戰先死。」又，《宋書·臧質傳》載拓跋燾致書臧質：「吾今所遣鬥兵，盡非我國人，城東北是丁零與胡，南是三秦氐、羌。設使丁零死者，正可減常山、趙郡賊；胡死，正減并州賊；氐、羌死，正減關中賊。卿若殺丁零、胡，無不利。」臧質得書後，立即將此書另寫以示北魏士眾，並告之曰：「汝等正朔之民，何為力自取如此。大丈夫豈可不知轉禍為福邪！」皆以種族矛盾和正朔云云為號召。
原先在中原地区的士族、仕人、农民、手工业者、商贾等也纷纷
逃亡到南方去，他们极大地促进了当地的经济和文化发展，使江淮和江南地区日渐富庶和繁华，最终在南北朝时期取代中原而成为全国的经济文化中心。
在當時北方許多人眼中，東晉、劉宋等南方政權雖然局促一隅，但仍算是漢族的正統政權，因此王猛諫苻堅曰：「晉雖僻陋吳、越，乃正朔相承。親仁善鄰，國之寶也。臣沒之後，願不以晉為圖。」直到蕭梁時，梁武帝蕭衍都還被中原士大夫認為是「正朔」的代表。除了種族和正朔問題以外，漢地北部在異族統治時，雖有少數以仁政安百姓，但更多的是行橫征暴斂，屠殺虐苛之事，因此，謝靈運言：「北境自染逆虜，窮苦備罹，征調賦斂，靡有止已，所求不獲，輒致誅殞，身禍家破，闔門比屋。」此亦為北方漢人期待歸漢之因。所以晉、宋的漢族政權多次北伐，亦往往利用北方漢民舊戶以為助。如桓溫伐苻秦時，進軍關中，抵灞上，「居人皆安堵復業，持牛酒迎溫於路者十八九。耆老感泣曰：『不圖今日復見官軍！』」劉裕北伐長安，王鎮惡等乘利徑趨潼關，為姚紹所拒，發生轉輸不充而乏食的問題，眾心疑懼，大軍無法及時救援，王鎮惡於是親至弘農，說諭當地漢族百姓，百姓競送義租，軍食復振。克長安，滅後秦後，劉裕欲離開長安南歸，「三秦父老詣門流涕，訴曰：『殘民不沾王化，於今百年矣。始睹衣冠，方仰聖澤。長安十陵，是公家墳墓，咸陽宮殿數千間，是公家屋宅，舍此欲何之？』」北方漢族人民，盼望回歸漢族政權之情如是，乃至許多北方政權初起時，亦都打著晉官的名義，以號召民眾歸心。
迁到南方的中原漢族与当地的漢族互相影響，形成了一种包含江南特质的新兴文化；华北的五族（匈奴、鲜卑、羯、羌、氐）與漢族之间进行了长期混战和厮杀，到五胡乱华的后期，除汉族和鲜卑族仍保持其勢力與明顯的民族認同外，匈奴、羯（匈奴中的白奴）、羌、氐戰敗後或被大量屠殺，或是逐漸被同化，鲜卑族拓拔部最终获取胜利，建立北魏之后逐渐统治华北地区。

## 五胡十六國時期地方政权年表
| 國名     | 民族 | 首都                                         | 年代                      | 開國者                     | 末任君主             | 滅亡者    |
| 仇池     |      | 仇池                                         | 296—371                   | 楊茂搜                     | 楊纂                 | 前秦      |
| 漢       | 漢   | 江夏                                         | 303—304                   | 丘沈                       | 丘沈                 | 東晉      |
| 成漢     | 氐   | 成都                                         | 304—347                   | 武帝李雄                   | 李勢                 | 東晉      |
| 漢、前趙 | 匈奴 | 離石、黎亭、蒲子、平陽、長安、上邽           | 304—329                   | 光文帝劉淵                 | 攝政太子劉熙         | 後趙      |
| 前燕     | 鲜卑 | 昌黎、棘城、龍城、薊城、鄴城                 | 337—370                   | 文明帝慕容皝               | 幽帝慕容暐           | 前秦      |
| 漢       |      | 馬蘭山                                       | 309—309                   | 劉芒蕩                     | 劉芒蕩               | 東晉      |
| 代、北魏 | 鲜卑 | 平城、洛陽                                   | 代：317—376 北魏：386—534 | 北魏：拓跋圭               |                      | 東魏 西魏 |
| 略陽     |      | 略陽                                         | 310—319                   | 蒲洪                       | 蒲洪                 | 東晉      |
| 楚       |      | 竟陵                                         | 312—319                   | 胡亢                       | 杜曾                 | 東晉      |
| 秦       |      | 隴右                                         | 316—320                   | 虛除權渠                   | 虛除權渠             | 前趙      |
| 遼西     |      | 令支                                         | 318—338                   | 段末波                     | 段遼                 | 前燕      |
| 後趙     | 羯   | 襄國、鄴城                                   | 319—351                   | 明帝石勒                   | 石祗                 | 冉魏      |
| 前涼     | 漢   | 姑臧                                         | 320—376                   | 成王張茂                   | 張天錫               | 前秦      |
| 秦       |      | 陰密                                         | 320—320                   | 句渠知                     | 句渠知               | 前趙      |
| 涼       |      | 上邽                                         | 322—323                   | 陳安                       | 陳安                 | 前趙      |
| 遼東     | 鲜卑 | 平郭                                         | 333—336                   | 慕容仁                     | 慕容仁               | 前燕      |
| 侯子光   | 漢   | 杜南山                                       | 337—337                   | 侯子光                     | 侯子光               | 後趙      |
| 范賁     | 漢   | 成都                                         | 347—349                   | 范賁                       | 范賁                 | 東晉      |
| 黃韜     | 漢   | 豫章                                         | 348—348                   | 黃韜                       | 黃韜                 | 東晉      |
| 冉魏     | 漢   | 鄴城                                         | 350—352                   | 冉閔                       | 冉智                 | 前燕      |
| 齊       |      | 廣固                                         | 350—356                   | 段龕                       | 段龕                 | 前燕      |
| 前秦     | 氐   | 枋頭、長安、晉陽、南安、湟中                 | 350—394                   | 惠武帝苻洪（蒲洪）         | 苻崇                 | 西秦      |
| 劉顯     |      | 襄國                                         | 351—352                   | 劉顯                       | 劉顯                 | 冉魏      |
| 秦       |      | 宜秋                                         | 352—352                   | 張琚                       | 張琚                 | 前秦      |
| 段勤     |      | 繹幕                                         | 352—352                   | 段勤                       | 段勤                 | 前燕      |
| 安國     |      | 魯口                                         | 352—354                   | 王午                       | 呂護                 | 前燕      |
| 蘇林     |      | 無極                                         | 352—352                   | 蘇林                       | 蘇林                 | 前燕      |
| 晉       | 漢   | 平陽                                         | 353—353                   | 劉康                       | 劉康                 | 前秦      |
| 成都     | 漢   | 南鄭                                         | 365—366                   | 司馬勳                     | 司馬勳               | 東晉      |
| 漢       | 漢   | 廣漢                                         | 370—370                   | 李弘                       | 李弘                 | 東晉      |
| 蜀       | 漢   | 綿竹                                         | 374—374                   | 張育                       | 張育                 | 東晉      |
| 後燕     | 鲜卑 | 中山、龍城                                   | 384—436                   | 武成帝慕容垂               | 昭成帝馮弘           | 北魏      |
| 西燕     | 鲜卑 | 華陰、阿房、長安、聞喜、長子                 | 384—394                   | 慕容泓                     | 慕容永               | 後燕      |
| 後秦     | 羌   | 北地、長安                                   | 384—417                   | 武昭帝姚萇                 | 姚泓                 | 東晉      |
| 趙       |      | 行唐                                         | 385—385                   | 鮮于乞                     | 翟成                 | 後燕      |
| 西秦     |      | 勇士堡、金城、西城、苑川、度支山、枹罕、南安 | 385—400，409—431          | 宣烈王乞伏國仁武元王乞伏歸 | 武元王乞伏歸乞伏暮末 | 後秦夏    |
| 後涼     | 氐   | 姑臧                                         | 386—403                   | 懿武帝呂光                 | 呂隆                 | 後秦      |
| 後匈奴   |      | 西平                                         | 387—？                    | 康寧                       | ?                    | ?         |
| 翟魏     |      | 黎陽、滑台                                   | 388—392                   | 翟遼                       | 翟釗                 | 後燕      |
| 劉黎     |      | 皇丘                                         | 389—389                   | 劉黎                       | 劉黎                 | 東晉      |
| 魏揭飛   |      | 杏城郊                                       | 389—389                   | 衝天王魏揭飛               | 衝天王魏揭飛         | 後秦      |
| 法長     |      | 白狼城                                       | 390—390                   | 法長                       | 法長                 | 後燕      |
| 秦       |      | 野人堡                                       | 393—393                   | 竇衝                       | 竇衝                 | 後秦      |
| 南涼     |      | 廉川、金城、樂都、西宁、姑臧                 | 397—414                   | 武王禿髮烏孤               | 景王禿髮傉檀         | 西秦      |
| 北涼     |      | 張掖、姑臧                                   | 397—439                   | 段業                       | 沮渠牧犍             | 北魏      |
| 南燕     |      | 滑台、廣固                                   | 398—410                   | 獻武帝慕容德               | 慕容超               | 東晉      |
| 南烏桓   |      | 南皮                                         | 398—399                   | 張超                       | 張超                 | 北魏      |
| 秦       |      | 乞活堡                                       | 399—399                   | 苻廣                       | 苻廣                 | 南燕      |
| 西涼     |      | 酒泉、敦煌                                   | 400—421                   | 武宣王李暠                 | 李恂                 | 北涼      |
| 張翹     |      | 行唐                                         | 402—402                   | 張翹                       | 張翹                 | 北魏      |
| 王始     |      | 泰山                                         | 403—403                   | 王始                       | 王始                 | 南燕      |
| 桓楚     | 漢   | 建康、江陵、溳縣                             | 403—405                   | 武悼帝桓玄                 | 桓振                 | 東晉      |
| 譙蜀     |      | 成都                                         | 405—413                   | 譙縱                       | 譙縱                 | 東晉      |
| 夏       | 匈奴 | 統萬、上邽、平涼                             | 407—431                   | 烈武帝赫連勃勃             | 赫連定               | 吐谷渾    |
| 曹龍     |      | 蒲子                                         | 413—413                   | 曹龍                       | 曹龍                 | 北魏      |
| 晉       |      | 河西                                         | 414—414                   | 司馬順宰                   | 司馬順宰             | 北魏      |
| 率善     |      | 上黨、河內                                   | 415—416                   | 白亞栗斯                   | 劉虎                 | 北魏      |
| 曹弘     |      | 平陽                                         | 416—416                   | 曹弘                       | 曹弘                 | 後秦      |
| 洮陽     |      | 洮陽                                         | 417—419                   | 彭利和                     | 彭利和               | 北涼      |

## 註解
1. ↑  307年九月後投靠劉淵